# 霍去病墓
34°20′28″N 108°34′53″E / 34.34111°N 108.58139°E
霍去病墓，建立於前117年，是西汉名将霍去病的墓，位于中華人民共和國陕西省兴平市漢茂陵内，1961年被中华人民共和国国务院列为第一批全国重点文物保护单位。

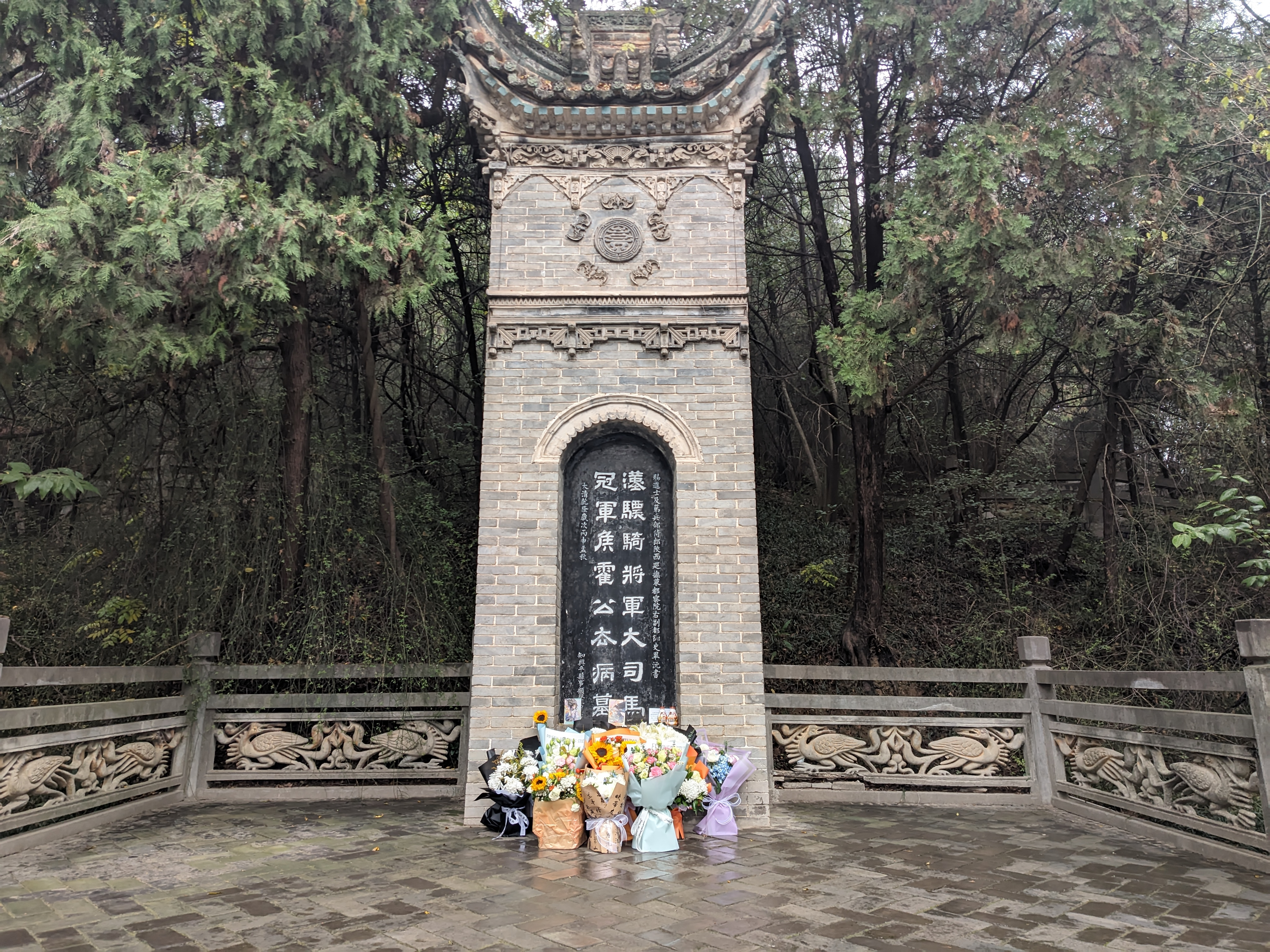

霍去病于元狩六年（前117年）病卒，年仅二十四岁。汉武帝将其安葬在其陵墓茂陵东侧，垒土为冢。墓冢底部南北长92米，东西宽61米，高15.5米，顶部南北长15米，东西宽8米。现存“马踏匈奴、力士抱熊”等石雕十八件，是中国现存年代最早、保存最完整的墓冢石雕。视为中国最早的石象生:9。
在文化大革命“破四旧”期間，霍去病墓遭到紅衛兵破壞，霍去病塑像被毀。